# Ultra Low Emission Bike
De Ultra Low Emission Bike (ULEB) is een motorfiets die van 1994 tot 2000 ontwikkeld werd door het Duitse bedrijf HTMoto (Hartmut Taborsky Moto) in samenwerking met het Nederlandse bedrijf GET (Gas Engine Technology). De motorfiets werd ontwikkeld omdat vooral in Duitsland stemmen opgingen om ook de milieu-eisen voor motorfietsen strenger te maken. Hoewel er al driewegkatalysatoren voor motorfietsen bestonden, voldeden ze niet aan de Euro III-eis die al sinds 1999 voor auto's gold. In 2001 presenteerde HTMoto de Ultra Low Emission Bike.

## Aanpassingen
Voor motorfietsen was het aanpassen aan de milieu-eisen een groter probleem dan voor auto's, om een aantal redenen:
- De productie-aantallen van motorfietsen liggen veel lager en van elk afzonderlijk model worden nog minder exemplaren gemaakt. Daarom was het ontwikkelen van motormanagement-systemen en de speciale luchtinjectie in de uitlaten erg duur.
- Het toerenbereik van motorfietsen is veel groter, soms tot 16.000 toeren per minuut. Dat stelt hoge eisen aan de openings- en sluitingstijden van de verstuivers en de tijd die beschikbaar is voor het mengen van lucht met de (onverbrande) brandstof in de uitlaat.
- Het niet correct mengen van lucht en brandstof in de uitlaat zorgt voor nog hogere uitstoot van koolwaterstof, koolstofmonoxide en stikstofoxide.
- Door hun lage gewicht zijn motorfietsen gevoeliger voor een onregelmatige verbranding, die schokken in de aandrijflijn veroorzaakt.
- Vooral een- en tweecilinders veroorzaken meer trillingen en gaspulsaties dan de multicilinder-automotoren. Ook is de gastemperatuur in de uitlaat hoger. Dat was een extra belasting voor de katalysator.

Voor het beproeven van het nieuwe systeem, dat bestond uit brandstofinjectie, een driewegkatalysator en luchtinjectie in de uitlaten, werd een Moto Guzzi V 11 Sport gebruikt. Het project stond onder leiding van Hartmut Taborsky (HTMoto) en Paul Uilenbroek (GET). De Moto Guzzi was geen eenvoudige keuze: de 90°-V-motor had een onregelmatige verbrandingsafstand en door het gekoppelde uitlaatsysteem beïnvloedden de cilinders elkaar. 
De driewegkatalysator werd geleverd door Emitec en het speciale uitlaatspruitstuk door Degussa Metals Catalysts Cordec. De luchtinjectie kwam van Pierburg. HTMoto en GET ontwikkelden ook veel zelf: de katalysator werd elektrisch voorverwarmd, evenals de lambdasonden (een in elke uitlaat) en het EMS-motormanagementsysteem werd ook zelf ontwikkeld. Dat regelde de inspuithoeveelheid, de voorontstekingshoek, de lambdaregeling en de luchtinjectie. 

## Rijcicli en meetwaarden
De ULEB-Moto Guzzi werd voornamelijk getest op de proefbank, omdat dan de uitstootwaarden konden worden gemeten. Daarbij maakte men gebruik van "rijcicli". Daarin werd het gebruik van de machine op de openbare weg nagebootst. Deze rijcicli werden ook gebruikt voor auto's, maar waren nog niet gestandariseerd. In Europa gebruikte men de ECE 40-cyclus die het gedrag in steden nabootste. De motor accelereerde van 0 naar maximaal 50 km/uur, hield die snelheid enige tijd vast en stopte dan weer. In Duitsland werd de EUDC-cyclus toegepast. Daarbij werd ook het rijden in het buitengebied en op de snelweg nagebootst. Daarnaast ontwikkelde de ADAC een eigen testcyclus waar tussen 80 en 140 km/uur werd gereden. De meeste van deze tests werden bij omgevingstemperaturen van meer dan 20 °C uitgevoerd, maar het was in het jaar 2000 al bekend dat dit zou worden verlaagd naar 7 °C. Dat maakte het moeilijker om de vereiste grenswaarden te halen, want een koude motor in koude omstandigheden heeft naar verhouding meer brandstof nodig. Voor auto's was ook de MVEG-cyclus in gebruik, een combinatie van de ECE 40-stadscyclus en de EUDC-cyclus voor buitenwegen. 

### Resultaten
In de MVEG-cyclus haalde de ULEB-motor de Euro III-waarden voor koolmonixyde ruimschoots, voor koolwaterstoffen en stikstofoxyde nog niet. De vergelijking met andere motorfietsen doorstond de machine ruim. De vergelijkingen werden gedaan met de ECE 40-stadscyclus. 

#### Koolmonoxyde
In de ECE 40-stadscyclus stootte de machine 0,102 gram koolmonoxyde per kilometer uit. Bij de BMW F 650 was dat 29,15 g/km, bij de Honda CBR 900 RR 7,539 g/km, bij de Honda XL 650 V Transalp 8,22 g/km en bij de Suzuki 650 24,74 g/km.

#### Koolwaterstof
De koolwaterstofuitstoot van de ULEB was 0,22 g/km, van de BMW F 650 1,98 g/km, van de Honda CBR 900 RR 2,78 g/km, van de Honda XL 650 V Transalp 1,09 g/km en van de Suzuki 650 1,09 g/km

#### Stikstofoxyde
De stikstofoxydeuitstoot van de ULEB was 0,04 g/km, van de BMW F 650 0,150 g/km, van de Honda CBR 900 RR 0,260 g/km, van de Honda XL 650 V Transalp 0,150 g/km en van de Suzuki 650 0,170 g/km.

## De praktijk
Voor het starten van de ULEB-Moto Guzzi was een procedure nodig die wat leek op het ouderwetse voorgloeien van een dieselmotor. Als het contact werd ingeschakeld begon een groen lampje te knipperen, ten teken dat de katalysator en de lambdasonden werden voorverwarmd. Na twaalf seconden brandde het lampje constant en kon de motor worden gestart. Nu waren de luchtomlopen in de uitlaat geopend om onverbrande koolwaterstoffen alsnog te verbranden. Als de motor op temperatuur was ging het lampje uit. Nu werden de luchtomlopen gesloten en deden de lambdasonden hun werk om de brandstoftoevoer te regelen. Bij vollast rijden gingen de omlopen weer open omdat er dan weer extra brandstof werd ingespoten. Er kon nog niet lang met volgas worden gereden uit angst dat de katalysator zou smelten. Het brandstofverbruik was tamelijk spectaculair gedaald, van 1:12,5 voor een originele Moto Guzzi naar 1:16,3 voor de ULEB. 